# Salvador Alvarado
Salvador Alvarado Rubio (Culiacán, 16 settembre 1880 – Tenosique, 10 giugno 1924) è stato un generale, politico e statista messicano.
Servì nell'esercito durante la rivoluzione messicana, agli ordini di Venustiano Carranza e fu governatore dello Yucatán dal 1915 al 1917.

## Biografia

### I primi anni
Salvador Alvarado nacque il 16 settembre 1880 a Culiacán, nello stato messicano di Sinaloa, da Timoteo Alvarado e Antonia Rubio. La sua famiglia si trasferì in un pueblo Yaqui, noto come Pótam, a Sonora quando Alvarado aveva circa otto anni. Da giovane, si trasferì nel porto di Guaymas e lavorò nella farmacia di Don Luis G. Dávila. In seguito si trasferì a Cananea, dove aprì la sua farmacia e lavorò per diversi anni come farmacista e commerciante. Nel 1906, si unì al Partito Liberale Messicano (Partido Liberal Mexicano) i cui membri erano contrari alla rielezione del presidente Porfirio Díaz e iniziò a partecipare alle attività clandestine per l'avversario di Díaz Ricardo Flores Magón. Nel 1910 Alvarado si unì al Partito Nazionale Antirielezionista a Sonora, che era stato fondato da Benjamín G. Hill. Più tardi quello stesso anno, lui e altri giovani di ideali rivoluzionari attaccarono una caserma militare a Hermosillo, Sonora. Il loro assalto fallito portò all'esecuzione di alcuni ribelli e altri, come Salvador Alvarado, fuggirono in Arizona. Alvarado era già vedovo quando venne in Yucatán. Dopo un lungo corteggiamento, sposò Laura Manzano, una giovane donna locale con mezzi modesti.

### Nell'esercito
Nel 1911, quando Francisco Madero, che era stato pure esiliato in Texas, scrisse il Piano di San Luis Potosí chiedendo che le elezioni fossero dichiarate nulle, e che Díaz fosse rovesciato, Alvarado riattraversò il confine con il Messico. Si unì all'esercito rivoluzionario come capitano, combattendo contro Porfirio Díaz, sotto il comando di Juan G. Carvajal. Nel febbraio del 1911, Madero e le sue forze attaccarono la città di Casas Grandes, Chihuahua e sconfisse le truppe di Díaz. Poco tempo dopo, due dei generali di Madero, Pascual Orozco e Pancho Villa contro gli ordini di Madero, attaccarono e sconfissero i federali di Díaz a Ciudad Juárez, appena oltre il confine da El Paso, in Texas. Queste vittorie portarono, nel maggio 1911, alle dimissioni e all'esilio di Porfírio Díaz. Fu firmato un trattato di pace, Madero e le sue truppe marciarono a Città del Messico, si tennero le elezioni e nel novembre del 1911, Francisco Madero divenne il nuovo presidente del Messico.
Il Messico settentrionale in questo momento era in aperta ribellione. In Sonora gli Yaqui stavano combattendo la guerriglia, anche le aree di Morelos e Durango erano instabili, e Pascual Orozco, ex sostenitore di Madero, stava tentando di usurpare l'autorità del governatore della Chihuahua Abraham González.  I conflitti tennero impegnato Alvarado che salì di grado, da maggiore a tenente colonnello, fino a colonnello e infine a generale. Nel novembre del 1911, Emiliano Zapata, irritato per l'incapacità di Madero di attuare la riforma agraria, scrisse il Piano di Ayala, dichiarando che Madero era un traditore, creò un piano di riforma agraria e dichiarò che l'ex generale di Madero, Orozco, era a capo della rivolta. Madero mandò il generale Victoriano Huerta nel 1912, per annullare la loro rivolta e sconfisse rapidamente Orozco e esiliandolo. Alvarado combatté al fianco di Huerta contro Orozco e fu promosso capo dell'esercito federale.
Madero stava tentando di raggiungere un equilibrio tra la destra (che voleva mantenere i propri diritti e privilegi) e la sinistra (che voleva le riforme e in particolare quella agraria). Con gli eventi conosciuti come la Decena Trágica (Dieci giorni tragici o Decade tragica), avvenuti dal 9 al 19 febbraio 1913, Città del Messico fu assediata e bombardata, Huerta ottenne il controllo dell'esercito, organizzò un colpo di Stato, fece arrestare Madero, il suo vice presidente e gli ufficiali più leali uccisi e si dichiarò presidente. A pochi giorni dall'assassinio di Madero e González, Venustiano Carranza prese il posto del leader rivoluzionario, definendosi "Primo Capo delle forze costituzionaliste". Alvarado non riconobbe la presidenza di Huerta e si unì immediatamente alla rivoluzione costituzionalista guidata da Carranza, che lo promosse a generale di brigata, comandante del campo di parata di Città del Messico, e comandante dell'esercito del sud-est.
Nel giugno del 1914, José María Maytorena, Governatore Maderista di Sonora, il cui governo era stato minato da Alvarado, Calles, Obregón e Carranza, diede il suo sostegno a Villa nella lotta contro Carranza. I generali Yaqui di Maytorena, Francisco Urbalejo e Jose Maria Acosta, dichiararono che avrebbero sparato ad Alvarado se avesse condotto un tentativo di rimuovere Maytorena dall'incarico o dal comando delle sue forze. A luglio, Alvarado fu inviato al porto di Guaymas, fu catturato e imprigionato a luglio da Maytorena, ma riuscì a fuggire a fine settembre. Si fece strada per raggiungere Carranza nel centro del Messico e gli fu ordinato di procedere a Puebla per organizzare le truppe costituzionaliste di Puebla e Tlaxcala. L'8 luglio 1914, Huerta si dimise dalla sua presidenza e gli succedette Francisco S. Carvajal, che si dimise circa un mese dopo, il 12 agosto 1914. Con il trionfo dei costituzionalisti, Carranza inviò molti dei suoi ufficiali per portare ordine e stabilire governi in vari stati.
Il 27 febbraio 1915, Carranza nominò Alvarado Governatore e comandante militare dello Yucatán. Le sue forze ebbero poche difficoltà nel reprimere il movimento ribelle e dal 19 marzo 1915, Alvarado era arrivato nella capitale di Mérida.

### Il periodo da governatore
Alvarado impiegò sei mesi dopo il suo arrivo a Mérida per valutare le condizioni dell'area, raccogliendo dati da tutti i livelli sociali, assistito da funzionari locali. Inserì nella sua burocrazia un mix di conservatori e intellettuali radicali" e creò una coalizione per ristrutturare la società. Una delle sue prime azioni fu quella di affrontare la situazione dei contadini maya e liberarli dalla schiavitù, proibendo la loro reclusione, le guardie forzate, la detenzione dei loro figli e la fustigazione e altre punizioni corporali. Annullò i debiti contratti con i proprietari terrieri e stabilì leggi per donne e bambini lavoratori, compresi i lavoratori domestici, definendo le ore massime, la paga minima, i periodi di riposo obbligatori, gli standard di salute e sicurezza e i divieti sul lavoro immorale. La sua visione era di cambiare il sistema quasi feudale dell'hacienda in un sistema capitalista convertendo i peones in veri lavoratori proletari che venivano pagati con salari e, a loro volta, aumentavano la produzione per i proprietari delle piantagioni di Henequin.
Alvarado istituì "Tribunali della Rivoluzione" in ciascuno dei 16 partidos (distretti) dello stato per garantire che i tribunali fossero accessibili a tutti. Gli avvocati erano proibiti, solo il comandante e il segretario del tribunale militare potevano partecipare, in modo che i giudizi fossero rapidamente ottenuti e non intimidatori per gli ignoranti o i poveri. I comandanti militari risolsero oltre 3 600 casi che andavano dai risarcimenti per rapina all'abbandono, ai pagamenti per stupro o perdita d'onore. Alvarado mise anche fine alle "Indagini del Cohecho", un uso improprio della Legge sulla Sedizione nota come Circolare Numero Uno, che gli haciendados stavano usando contro i lavoratori per punirli per azioni o parole che potevano indurre altri lavoratori a mettere in discussione le condizioni di lavoro. Senza eccezioni, prima di Alvarado, gli imputati erano condannati al carcere. Anche se le persecuzioni si fermarono sotto Alvarado, non vi fu giustizia retroattiva nel caso delle violazioni del cohecho, come ha fatto nei casi di percosse o di mancato pagamento delle retribuzioni.

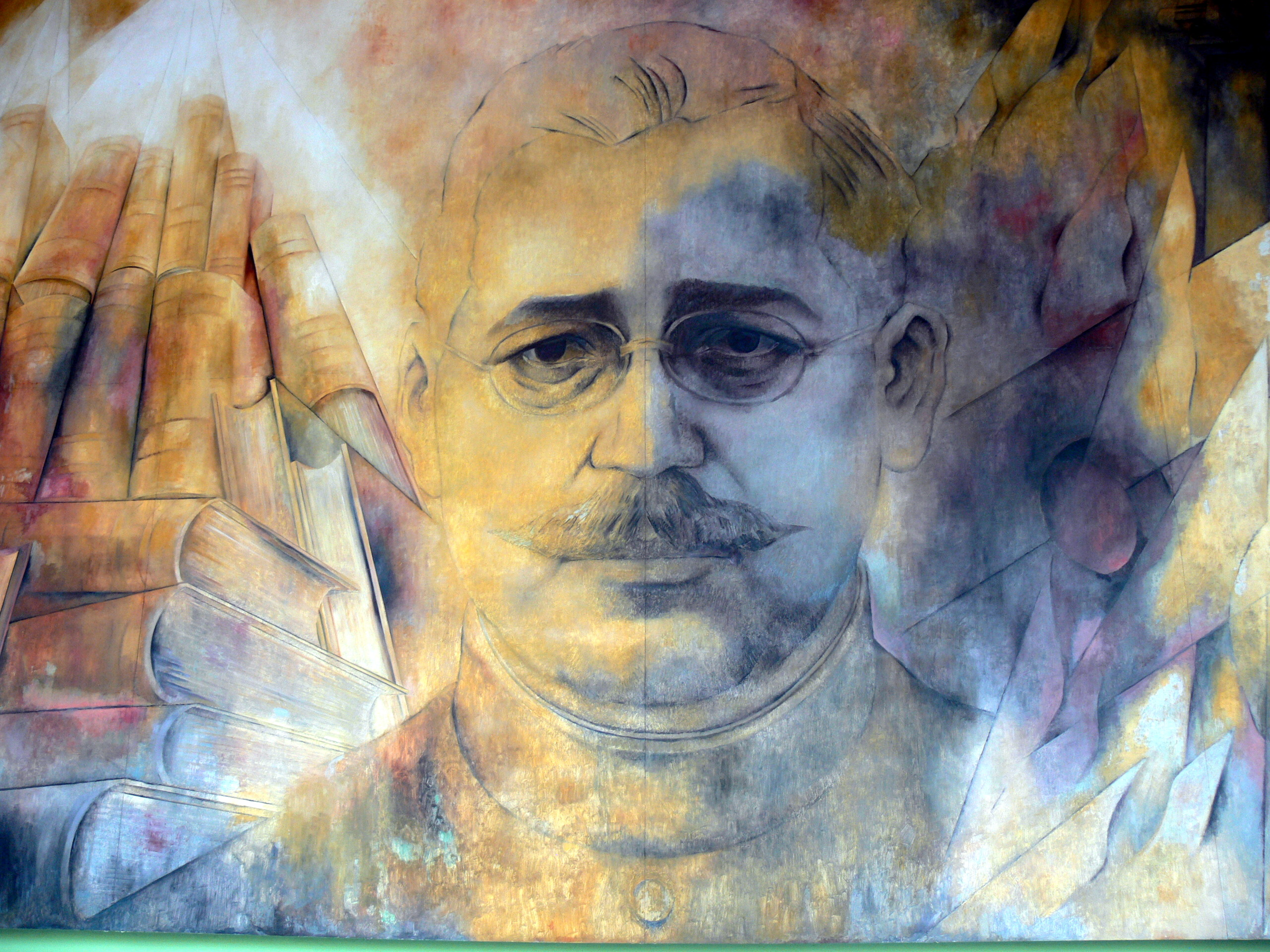
Murale di Fernando Castro Pacheco: Salvador Alvarado, Governatore dello Yucatán 1915–1918, al Palacio de Gobierno, Mérida, Messico.

Uno dei suoi primi atti fu la riforma di quelle che erano conosciute come le "Cinque Sorelle": lavoro, terra, registrazione del titolo di proprietà, tesoreria statale e governance municipale. Oltre a liberare i Maya dalla servitù del debito, creò comitati agrari in ogni comune per sorvegliare le questioni relative a terreni e fattorie. Alvarado istituì anche l'agente de propaganda, un incarico simile a un proto-ombudsman, che era responsabile di denunciare abusi contro persone comuni da parte della classe dei proprietari terrieri e dei mercanti o violazioni di legge. Questi "agenti" locali, come Felipe Carrillo Puerto, futuro governatore dello Yucatan, parlavano sia spagnolo che maya  e contribuirono a creare un senso di giustizia locale e accesso anche nel villaggio più remoto o più piccolo.
Avendo stabilito i controlli per i contadini e i proprietari terrieri, Alvarado si dedicò alla riforma dell'istruzione. Approvò leggi che rendevano l'istruzione obbligatoria, laica e gratuita e richiedendo che si concentrasse sull'alfabetizzazione, la lettura, la scrittura, l'aritmetica e la responsabilità civica. Alvarado fondò scuole di agraria, belle arti, arti e mestieri e fondò la Escuela Libre de Derecho, un'istituzione accademica gratuita per l'insegnamento della legge. In tutto, creò più di 1 000 scuole, 300 biblioteche, e guidò la fondazione di un conservatorio di musica.
Le sue riforme del lavoro includevano salari minimi, ore massime, standard minimi di lavoro, compensazione degli incidenti, norme sui minori e il diritto di sciopero, nonché il divieto ai datori di lavoro di forzare le loro credenze religiose sui lavoratori. Approvò leggi che riconoscevano e legalizzavano la sindacalizzazione e istituì un'organizzazione ombrello, la Casa del Obrero Mundial per incoraggiare i sindacalisti a partecipare attivamente alla politica.
Alvarado aveva studiato sia le teorie femministe europea e statunitense e il socialismo e approvò una serie di leggi volte a liberare le donne dalla loro tradizionale schiavitù, come fece con i Maya. Le protezioni sul lavoro furono estese per coprire i lavoratori domestici. Poiché sentiva che il vizio era particolarmente negativo per le donne e le famiglie, furono fatti una serie di atti che bandivano le corride, il bere, il gioco d'azzardo e le lotterie. La legge proibizionista di Alvarado era una delle più restrittive in Messico e rendeva persino l'ubriachezza un motivo sufficiente per divorziare. Non approvò leggi che criminalizzavano la prostituzione ma richiedevano invece regolari ispezioni sanitarie per le prostitute. La legislazione anti-vizio mirava ad eliminare bordelli e protettori e multava gli uomini che usavano le prostitute o trasmettevano malattie veneree.
Poiché credeva che il fanatismo religioso e la lealtà verso la chiesa, piuttosto che lo stato, fosse dannoso e ostacolasse lo sviluppo di una società moderna, Alvarado chiuse chiese, confiscando icone e reliquie e rimuovendo sacerdoti dagli uffici statali. Approvò anche una legge per stabilire le pensioni di vecchiaia e una legge che creava un Ufficio dei lavori pubblici.
L'ampia gamma di legislazione di Alvarado fu accompagnata dal suo incoraggiamento alla partecipazione civica. Invitò gli insegnanti a tenere il primo congresso sulle campagne educative nello stato. Guidò anche il primo Congresso femminista in Messico, che si tenne a Mérida, nello Yucatan, nel 1916.
Quando Alvarado fu richiamato per il servizio militare in altre parti del Messico nel 1918, nominò Carlos Castro Morales come successore e Felipe Carrillo Puerto come capo del Partido Socialista de Yucatán.

### Ritorno agli incarichi federali
Nel 1917, Carranza nominò Alvarado Capo delle operazioni militari per il Messico sud-orientale, e ciò richiedeva che Alvarado passasse molti mesi lontano da Mérida. Nel novembre 1918, Alvarado fu richiamato in modo permanente da Carranza.
Dopo il passaggio della Costituzione del 1917, Carranza sembrò voltare le spalle ai princìpi rivoluzionari. Le terre che erano state sequestrate e nazionalizzate venivano consegnate ai suoi generali per garantire la loro lealtà e, con tale processo, si creò ciò che era percepito come una nuova nobiltà terriera. Zapata e i suoi ribelli divennero gli ultimi bersagli del regime di Carranza, causando devastazione attraverso la guerra al popolo di Morelos, che stava già combattendo la pandemia influenzale del 1918. L'assassinio di Zapata nel 1919, le dimissioni di Álvaro Obregón come Segretario della Guerra, e il mancato riconoscimento della massima di Salvador Alvarado "date loro la terra, e li vincolerete al Messico", sempre più allontanò gli ex alleati da Carranza. La dissoluzione del supporto creò fazioni e una di quelle più potenti fu Los Sonorenses, che comprendeva Adolfo de la Huerta, Álvaro Obregón, Plutarco Elías Calles, Benjamín G. Hill e Salvador Alvarado.
Alvarado fondò un giornale nel 1919, El Heraldo de México, che usò come piattaforma per discutere degli ideali intellettuali. Alcuni, tra cui Obregón, ritenevano che il giornale fosse un palcoscenico per Alvarado per ottenere visibilità nazionale per una candidatura presidenziale, ma l'accusa fu respinta da Alvarado. Obregón rimase scettico e le tensioni tra i due cominciarono lentamente ad aumentare. Le attività politiche di Alvarado fecero anche arrabbiare Carranza, che lo fece arrestare. Fu rilasciato nel gennaio 1920 ed esiliato negli Stati Uniti. Di ritorno dall'esilio, Alvarado e altri dei Los Sonorenses si unirono al Piano di Agua Prieta di Obregón nell'aprile del 1920.
Dopo l'assassinio di Carranza e l'elezione di Adolfo de la Huerta a Presidente ad interim del Messico il primo giugno 1920,  Alvarado fu nominato Segretario del Tesoro. De la Huerta aveva ereditato un governo quasi in bancarotta, e Alvarado fece numerosi viaggi a New York per ottenere fondi.
Nel 1921 de la Huerta cedette il potere dal suo governo ad interim a Álvaro Obregón e Alvarado lasciò il Tesoro e iniziò a lavorare come Direttore dei Porti Liberi e segretario di un altro ufficio riguardante il petrolio Nel 1922, Alvarado era in Yucatán e i giornali statunitensi riferivano che stava incontrando leader che erano in opposizione a Obregón e al suo successore eletto, Plutarco Elías Calles. Nel 1923, l'aperta ribellione tra de la Huerta e Obregón fu dichiarata con Alvarado a sostegno del suo amico d'infanzia, de la Huerta. De la Huerta fu esiliato a Los Angeles, in California, il 7 marzo 1924.
A febbraio del 1924 Alvarado si distinse per l'ultima volta nella battaglia di Ocotlán per aver difeso la città per dodici giorni dai suoi ex alleati Joaquín Amaro e Heliodoro Charis.
Sebbene avesse cercato di fuggire in Canada, negli Stati Uniti e poi in Guatemala, fu perseguitato senza sosta dagli uomini di Obregón. Alcuni mesi dopo l'esilio di de la Huerta, Alvarado cadde in un'imboscata mentre fuggiva dagli uomini di Obregón a El Hormiguero ranchero, tra Tenosique, Tabasco e Palenque, in Chiapas e fu ucciso il 10 giugno 1924.

## Pubblicazioni
Alvarado pubblicò tre opere, in spagnolo, durante la sua vita: 
- Mi Actuación Revolucionaria en Yucatán, 1918.
- La Reconstrucción de México, 1919.
- Carta al pueblo de Yucatán: Mi Sueño[1]